# Stel's Meuln
Stel's Meuln is een korenmolen in het dorp Harkstede in de provincie Groningen.
De molen werd in 1851 gebouwd als grondzeiler en werd tien jaar later tot stellingmolen verhoogd. Is tot in de jaren zestig van de twintigste eeuw door familie Stel in bedrijf gehouden, maar de molen raakte langzaamaan in verval. Na aankoop door de Slochter Molenstichting in 1971 werd de molen in 1982 geheel gerestaureerd. Volgens overlevering moet de molen ook als pelmolen ingericht zijn geweest, maar constructief zijn er geen details die op een eventueel pelwerk wijzen. De molen wordt thans regelmatig door vrijwillige molenaars in bedrijf gesteld. Het wiekenkruis, waarvan de roeden een lengte van 20,60 meter hebben is voorzien van zelfzwichting.